# Frie franske styrker
De frie franske styrker (fransk: Forces Françaises Libres), FFL, var det Frie Frankrigs eksilregerings militære styrke under 2. verdenskrig.
Efter at Frankrig havde kapituleret og var besat af Nazi-Tyskland i 1940, ville Charles de Gaulle og andre franske politikere ikke anerkende den våbenstillstandsaftale, som blev undertegnet med tyskerne. De opfordrede i stedet deres landsmænd til at fortsætte kampen. Styrkerne blev rekrutteret fra de franske styrker, som ved kapitulationen var i Storbritannien og fra franskmænd og franske militære styrker, som blev evakueret til Storbritannien efter kapitulationen. Desuden fra de franske kolonier, særligt Tchad, Congo og Cameroun, som sluttede sig til de Gaulle. Majoriteten af de Frie Frankrig styrker bestod af soldater med anden etnisk baggrund end fransk.
I begyndelsen var det Frie Frankrig betydning mere psykologisk end militær, men de frie franske styrker voksede. De deltog i befrielsen af Libyen og gjorde i juni 1942 en betydelig indsats ved Bir Hakeim, da de opholdt de tyske styrker, så de britiske og styrker kunne omgruppere sig inden det Første slag om el-Alamein. Også i Eritrea, Syrien, Tunesien og Italien bidrog de frie franske styrker til den allierede krigsindsats.
Da Italien kapitulerede i september 1943 befriede de frie franske styrker Korsika og Elba, før de blev sat ind i befrielsen af selve Frankrig.
- Fransk flag med Lorrainekors, emblemet for Frie franske styrker
- Krigskirkegård for Frie franske styrker i Lyle Hill, Greenock, Skotland
- Frie franske marines flag
- Frie franske styrkers adrianhjem med Lorrainekorset som erstattede Den franske republiks "RF"-emblem